# Thomas Sobotzik
Thomas Sobotzik (* 16. Oktober 1974 in Gliwice als Tomasz Sobocki) ist ein ehemaliger deutscher Fußballspieler und heutiger -funktionär polnischer Herkunft. Er war zuletzt von 1. April 2023 bis 18. April 2024 Sportdirektor beim Drittligisten Hallescher FC.

## Kindheit und Jugend
Tomasz Sobocki wurde in Gliwice geboren. Seine Eltern bemühten sich jahrelang um die Ausreise nach Deutschland, wo der Rest der Familie lebte. 1987 oder 1988 wanderte die Familie aus, lebte in einem Notquartier in Frankfurt am Main, bekam die deutsche Staatsbürgerschaft und den Nachnamen „Sobotzik“. Thomas sprach kein Deutsch und belegte einen Intensivsprachkurs. Nach einem halben Jahr wurde er in die Helmholtzschule eingeschult. Die Vereinsmanager des VfB Stuttgart besorgten seiner Familie eine Dreizimmerwohnung in Sindelfingen und seinem Vater eine Anstellung bei Daimler-Benz AG.

## Karriere
Sobotzik trat als Kind Piast Gliwice bei und ging im Alter von neun Jahren zu Górnik Zabrze. In Deutschland ging er zur Jugendabteilung von Eintracht Frankfurt und spielte für deren U-15. Bei einem Jugendturnier in Aalen erhielt er ein Angebot des VfB Stuttgart. Mit dem VfB wurde er zweimal deutscher Jugendmeister. 1990 kehrte er zu Eintracht Frankfurt zurück.
Bei der Eintracht erhielt Sobotzik im Alter von 17 Jahren seinen ersten Profivertrag. Er musste wegen einer Knieverletzung bis 1991 pausieren. Mit 20 Jahren machte er schließlich sein erstes Bundesligaspiel. Nach zwei Jahren beim FC St. Pauli und einem halben Jahr beim 1. FC Kaiserslautern kehrte er jeweils wieder zur Eintracht zurück. Im Jahre 2001 holte ihn Lothar Matthäus zu Rapid Wien. Über den 1. FC Union Berlin kam er schließlich 2004 zur SpVgg Unterhaching und war dort zeitweise Mannschaftskapitän.
2007 wechselte Sobotzik nach Norwegen zu Sandefjord Fotball und erhielt einen Einjahresvertrag. Im Januar 2008 ging er zum deutschen Regionalligisten FSV Frankfurt, mit dem er am Saisonende in die 2. Bundesliga aufstieg. 2008/09 spielte er für die zweite Mannschaft des FSV in der Verbandsliga. Im hessischen Oberstedten ließ er danach bis Sommer 2011 beim dortigen 1. FC 09 in der Kreisoberliga seine aktive Laufbahn ausklingen und spielt seitdem in der Altherren-Mannschaft des 1. FC-TSG Königstein Fußball.
Sobotzik erzielte in 134 Bundesligaspielen 19 Tore und in 110 Zweitligaspielen 17 Tore.

## Nach der aktiven Karriere
Sobotzik baute nach seiner Karriere eine Personaldienstleistungsfirma auf und wirkte bei Wechseln von Spielern in Polen und Skandinavien mit. 2015 verkaufte er seine Anteile an der Firma.
Er besitzt die A-Trainerlizenz.
Am 3. Mai 2018 wurde er Vorstandsmitglied des Chemnitzer FC, zuständig für Sport und Finanzen. Am 4. September 2019 gab Sobotzik den Rücktritt von seinen Ämtern beim Chemnitzer FC bekannt. In den Wochen zuvor wurde Sobotzik teils massiv von der Chemnitzer Fanszene angefeindet.
Am 13. November 2019 wurde Thomas Sobotzik als Geschäftsführer der Kickers Offenbach vorgestellt. Nach dem Ende der Regionalligasaison und dem Sieg des Hessenpokals trennte sich der Verein im Mai 2022 von ihm. Am 1. April 2023 übernahm Sobotzik das Amt des Sportdirektors beim Drittligisten Hallescher FC. Dieser trennte sich am 18. April 2024 mit sofortiger Wirkung von ihm.